# Nõuni järv
Nõuni järv är en sjö i Estland. Den ligger i Otepää kommun i landskapet Valgamaa, i den södra delen av landet, 180 km sydost om huvudstaden Tallinn. Arean är 0,83 kvadratkilometer. Nõuni järv ligger 108 meter över havet. Den avvattnas av Kintsli oja som mynnar i floden Elva jõgi.